# Миньявиллер
Миньявилле́р (фр. Mignavillers) — коммуна во Франции, находится в регионе Франш-Конте. Департамент — Верхняя Сона. Входит в состав кантона Виллерсексель. Округ коммуны — Люр.
Код INSEE коммуны — 70347.

## География
Коммуна расположена приблизительно в 350 км к юго-востоку от Парижа, в 55 км северо-восточнее Безансона, в 31 км к востоку от Везуля.
Северная часть территории коммуны покрыта лесами.

## Население
Население коммуны на 2010 год составляло 349 человек.
| 1962 | 1968 | 1975 | 1982 | 1990 | 1999 | 2010 |
| ---- | ---- | ---- | ---- | ---- | ---- | ---- |
| 259  | 268  | 259  | 287  | 344  | 337  | 349  |

## Администрация
| Период | Период | Фамилия       | Партия | Примечания |
| ------ | ------ | ------------- | ------ | ---------- |
| 1995   | 2008   | Ален Мужене   |        |            |
| 2008   | 2014   | Даниель Клерк |        |            |

## Экономика

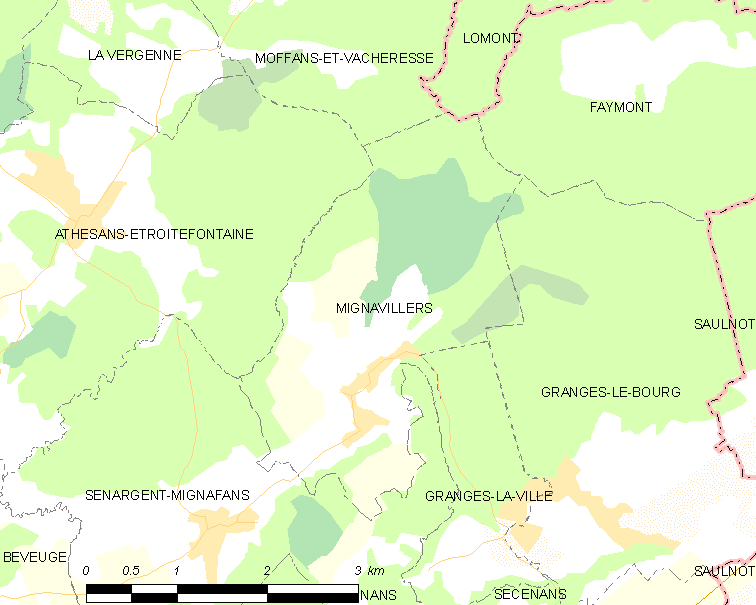
Карта коммуны

В 2010 году среди 224 человек трудоспособного возраста (15—64 лет) 167 были экономически активными, 57 — неактивными (показатель активности — 74,6 %, в 1999 году было 62,0 %). Из 167 активных жителей работали 144 человека (89 мужчин и 55 женщин), безработных было 23 (12 мужчин и 11 женщин). Среди 57 неактивных 8 человек были учениками или студентами, 15 — пенсионерами, 34 были неактивными по другим причинам.